# Juicio de Bergen-Belsen

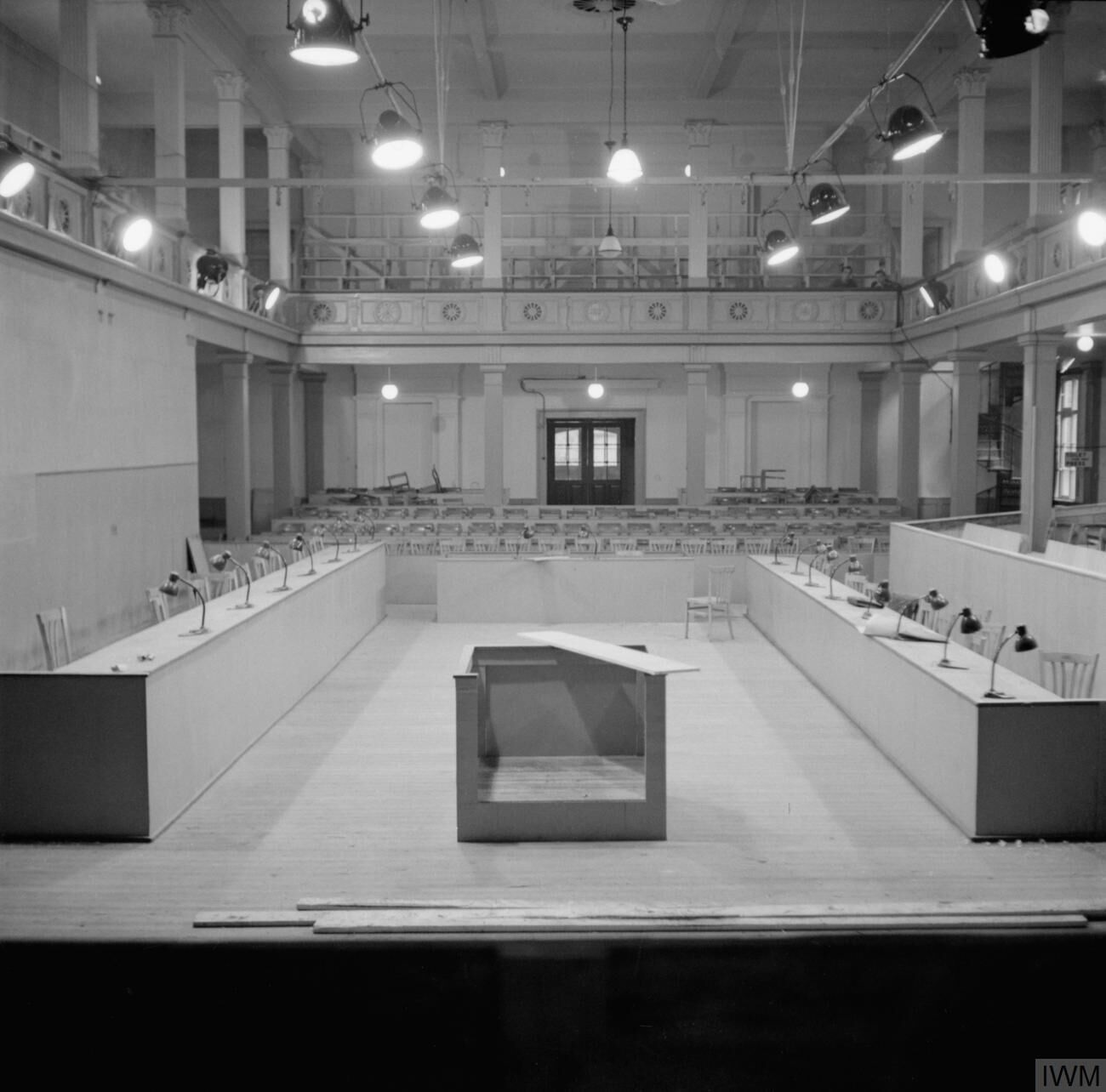

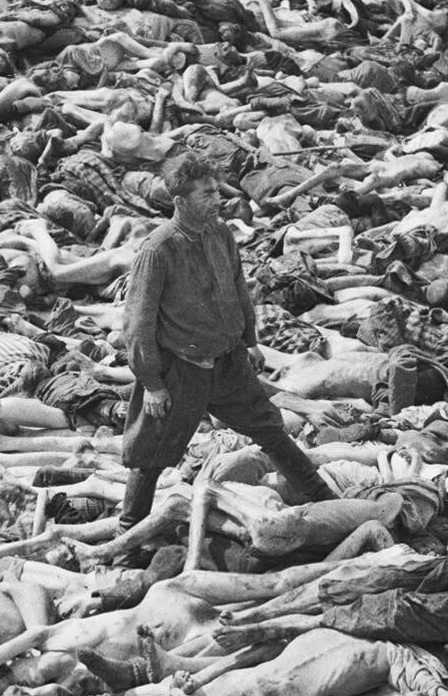
El Dr. Fritz Klein, juzgado y sentenciado en el juicio.

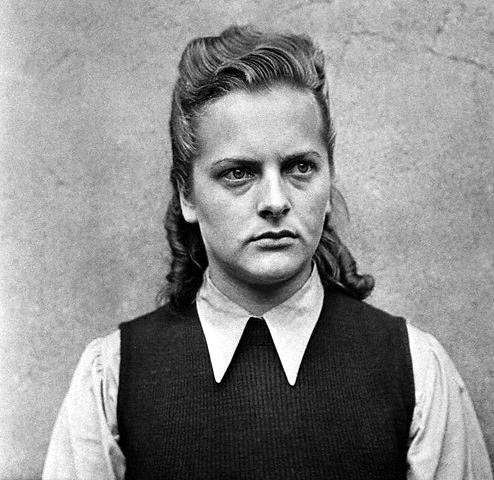
Irma Grese, juzgada y ejecutada.

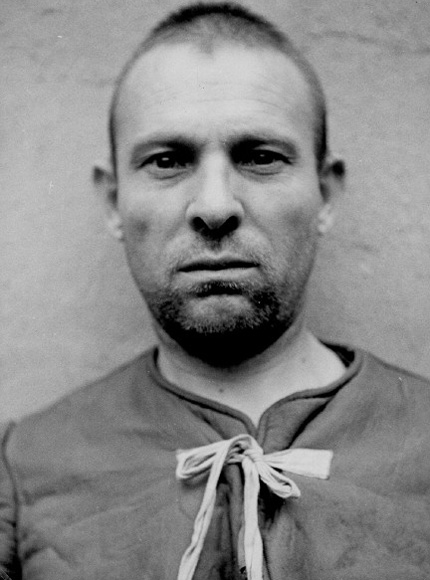
Peter Weingartner.

El Juicio de Bergen-Belsen fue el proceso llevado a cabo por tribunales británicos contra el personal nazi que dirigió la administración del campo de concentración de Bergen-Belsen durante el Holocausto en la Segunda Guerra Mundial.

## Sinopsis del juicio
Este juicio fue conocido como "Juicio de Josef Kramer y otros 44 acusados" empezó en la Corte de Lüneburg, el 17 de septiembre de 1945, por la Corte de Justicia británica contra 45 antiguos efectivos de la SS nazis, hombres, mujeres y kapos (prisioneros con rango de vigilantes) de los Campos de concentración de Bergen-Belsen y Auschwitz. El juicio duró hasta el 17 de noviembre de 1945. 
Los acusados enfrentaron cargos por crímenes de guerra y crímenes contra la humanidad, cometidos en los campos de concentración alemanes a través de su participación directa en torturas y asesinatos en masa contra los prisioneros del campo. 
Todos los acusados a excepción de Starotska fueron acusados de haber cometido crímenes en Bergen-Belsen; Josef Kramer, Fritz Klein, Peter Weingartner, Kraft, Franz Hoessler, Juana Bormann, Elisabeth Völkenrath, Herta Ehlert, Gura, Irma Grese, Hertha Bothe, Lobauer y Schreirer fueron acusados también de haber cometido atrocidades en el campo de concentración de Auschwitz.

## Acusados y sentencia
- SS Hauptsturmführer Josef Kramer: sentencia de muerte (ejecutado el 13 de diciembre de 1945)
- SS Aufseherin Irma Grese: sentencia de muerte (ejecutada el 13 de diciembre de 1945)
- SS Franz Hössler: sentencia de muerte (ejecutado el 13 de diciembre de 1945)
- SS Hauptsturmführer Dr. Fritz Klein: sentencia de muerte (ejecutado el 13 de diciembre de 1945)
- SS Elisabeth Völkenrath: sentencia de muerte (ejecutada el 13 de diciembre de 1945)
- SS Peter Weingartner: sentencia de muerte (ejecutado el 13 de diciembre de 1945)
- SS Karl Francioh: sentencia de muerte (ejecutado el 13 de diciembre de 1945)
- SS Franz Stofel: sentencia de muerte (ejecutado el 13 de diciembre de 1945)
- SS Juana Bormann: sentencia de muerte (ejecutada el 13 de diciembre de 1945)
- SS Wilhelm Dörr: sentencia de muerte (ejecutado el 13 de diciembre de 1945)
- Kapo Anchor Pichen: sentencia de muerte (ejecutado el 13 de diciembre de 1945)
- SS Erich Zoddel: cadena perpetua.
- SS Herta Ehlert: 15 años de prisión.
- SS Otto Calesson: 15 años de prisión.
- SS Helene Kopper: 15 años de prisión.
- SS Heinrich Schrierer: 15 años de prisión.
- Kapo Vladislaw Ostrowski: 15 años de prisión.
- SS Hilde Lobauer: 10 años de prisión.
- SS Hertha Bothe: 10 años de prisión.
- SS Joanne Roth: 10 años de prisión.
- SS Irene Haschke: 10 años de prisión.
- SS Ilse Forster: 10 años de prisión.
- SS Anna Hempel: 10 años de prisión.
- SS Gertrude Sauer: 10 años de prisión.
- SS Joanne Roth: 10 años de prisión.
- SS Anna Hempel: 10 años de prisión.
- Kapo Antoni Aurdzieg: 10 años de prisión.
- Kapo Stanislawa Starotska: 10 años de prisión.
- SS Gertrud Fiest: 5 años de prisión.
- Kapo Medislaw Burgraf: 5 años de prisión.
- SS Frieda Walter: 3 años de prisión.
- SS Hilde Lisiewitz: 1 años de prisión.
- SS Charlotte Klein: absuelta y liberada.
- SS Ilse Löthe: absuelta y liberada.
- SS Josef Klippel: absuelto y liberado.
- SS Oskar Schmitz: absuelto y liberado.
- SS Karl Egersdorf: absuelto y liberado.
- SS Georg Kraft: absuelto y liberado.
- SS Walter Otto: absuelto y liberado.
- SS Fritz Mathes: absuelto y liberado.
- SS Ida Forster: absuelta y liberada.
- SS Erik Barsch: absuelto y liberado.
- Kapo Ignatz Schlomowicz: absuelto y liberado.
- SS Klara Opitz: absuelta y liberada.
- SS Ladislaw Gura: absuelto y liberado.
- Kapo Antoni Polanski: absuelto y liberado.
- SS Hildegard Hahnel: absuelta y liberada.

Las sentencias de muerte fueron efectuadas el 13 de diciembre de 1945 por el reconocido verdugo Albert Pierrepoint, en la sede del Comando Militar Británico en el pueblo de Hamelín, en Alemania. 
Actualmente este lugar es el hotel Best Western de cuatro estrellas de la localidad alemana.